# NN-307
La carretera NN‑307 es una vía departamental secundaria que se localiza en el norte del departamento de Matagalpa. Con una extensión de 4.37 kilómetros, conecta la comunidad de El Comején con el centro del municipio de Rancho Grande, facilitando el acceso vial entre áreas agrícolas. Fue construida entre los años 2000 y 2001 como parte del esfuerzo por integrar comunidades rurales a la red vial nacional.

## Trazado y cruces
La siguiente tabla muestra su recorrido, localidades y principales conexiones:
| km   | Localidad     | Departamento | Conexión / Ruta |
| ---- | ------------- | ------------ | --------------- |
| 0.0  | El Comején    | Matagalpa    |                 |
| 4.37 | Rancho Grande | Matagalpa    |                 |

## Coordenadas
Uno de los tramos de la NN‑307 puede ser localizado con coordenadas aproximadas: 13°05′38″N 85°51′25″O / 13.0940, -85.8570